# Alicja Czamara
Alicja Henryka Czamara (ur. 19 stycznia 1947 w Bielsku-Białej) – polska inżynier, dr hab. nauk rolniczych, profesor nadzwyczajny Instytutu Inżynierii Środowiska Wydziału Inżynierii Kształtowania Środowiska i Geodezji Uniwersytetu Przyrodniczego we Wrocławiu.

## Życiorys
W 1970 ukończyła studia na Wydziale Geologiczno-Poszukiwawczym AGH w Krakowie uzyskując dyplom magistra inżyniera geologa. 30 czerwca 1979 obroniła pracę doktorską Wpływ kolmatacji i osadów dennych na przesiąki ze zbiorników wodnych zlokalizowanych na gruntach żwirowych, 29 czerwca 1999 habilitowała się na podstawie pracy zatytułowanej Oddziaływanie wybranych urządzeń melioracyjnych na zasoby wód gruntowych. 8 czerwca 2006  nadano jej tytuł profesora w zakresie nauk rolniczych.
Piastuje stanowisko profesora nadzwyczajnego w Instytucie Inżynierii Środowiska  na Wydziale Inżynierii Kształtowania Środowiska i Geodezji Akademii Rolniczej we Wrocławiu.

## Odznaczenia
- Srebrny Krzyż Zasługi (2002)[4]
- Złoty Medal za Długoletnią Służbę[5]